# Jake Thompson
Jacob Keith Thompson (né le 31 janvier 1994 à Dallas, Texas, États-Unis) est un lanceur droitier des Phillies de Philadelphie de la Ligue majeure de baseball.

## Carrière
Jake Thompson est choisi par les Tigers de Détroit au 2e tour de sélection du repêchage amateur de 2012.
Le 23 juillet 2014, Thompson, qui joue alors sa troisième saison de ligues mineures, est avec le lanceur de relève droitier Corey Knebel échangé des Tigers de Détroit aux Rangers du Texas en échange d'un autre lanceur de relève droitier, Joakim Soria. 
Le 31 juillet 2015, Thompson est avec les lanceurs droitiers Alec Asher et Jerad Eickhoff, le lanceur gaucher Matt Harrison, le receveur Jorge Alfaro et le voltigeur Nick Williams l'un des six joueurs transférés par les Rangers aux Phillies de Philadelphie en échange des lanceurs gauchers Cole Hamels et Jake Diekman.
Jake Thompson fait ses débuts dans le baseball majeur avec les Phillies de Philadelphie le 6 août 2016. Lanceur partant, il amorce 10 matchs des Phillies en 2016. Sa moyenne de points mérités se chiffre à 5,70 en 53 manches et deux tiers lancées, avec 3 victoires et 6 défaites.